# 마르셀 G. 크롬베즈
마르셀 구스타브 크롬베즈(Marcel Gustave Crombez, 1900년 10월 3일 ~ 1982년 8월 17일)는 미국의 군인이다. 육군 준장으로 예편했다.

## 생애
1925년 미국 육군사관학교를 졸업했다. 제2차 세계대전 중에는 육군 지상 병력 훈련 및 감찰관으로 미국 내에서 근무했다. 전쟁이 끝나 갈 무렵(1945년) 태평양 전선에 배치되었다. 1949년 한국에 주둔한 미국 제7보병사단 제17보병연대와 제32보병연대를 지휘했다. 한국전쟁 발발 이후 1951년 벌어진 지평리 전투에서 중공군에 포위된 미국 제23보병연대와 프랑스군 대대를 구원하기 위해 크롬베즈 대령이 지휘하던 제5기병연대(미국 제9군단 예비대)를 주축으로 일명 크롬베즈 구조대(Task Force Crombez, 크롬베즈 특임대)가 만들어졌다. 크롬베즈 특임대는 중공군의 맹렬한 공격을 뚫고 23보병연대를 지원하는 데 성공했다. 이후 중공군은 포위를 풀고 퇴각한다. 크롬베즈는 이 지원 작전을 지휘한 공으로 훈장을 받았다.

1982년 8월 17일 캘리포니아주 산타클라라 카운티에서 81세로 사망했으며, 샌프란시스코 국립묘지에 안장되었다.

## 포상과 훈장
크롬베즈에게 주어진 훈장으로는 수훈 십자장, 은성훈장, 훈공장(2회)이 있다.

## 참고 문헌
- Kenneth E. Hamburger (2003년 4월 7일). 《Leadership in the Crucible:The Korean War Battles of Twin Tunnels and Chipyong-ni》. Texas A&M University Press. ISBN 1585442321.